# هاري ريكيتس
هاري ريكيتس (بالإنجليزية: Harry Ricketts)‏ هو كاتب سير وشاعر نيوزيلندي، ولد في 1950.